# Ziegelhütte (Naila)
Ziegelhütte ist eine Wüstung auf dem Gemeindegebiet der Stadt Naila im oberfränkischen Landkreis Hof in Bayern.

## Geografie
Der Weiler lag auf einer Höhe von 520 m ü. NHN und war von Acker- und Grünland umgeben. Das Ortszentrum von Naila lag 600 Meter nördlich.

## Geschichte
Von 1797 bis 1810 unterstand Ziegelhütte dem Justiz- und Kammeramt Naila. Infolge des Ersten Gemeindeedikts wurde Ziegelhütte dem 1812 gebildeten Steuerdistrikt Naila und der zugleich entstandenen Munizipalgemeinde Naila zugewiesen. Nach 1888 wurde Ziegelhütte in den Ortsverzeichnissen wie auch topographischen Karten nicht mehr verzeichnet.

### Einwohnerentwicklung
| Jahr        | 1861  | 1871  | 1885  |
| Einwohner   | 56    | 74    | 9     |
| Wohngebäude |       |       | 1     |
| Quelle      | [ 2 ] | [ 3 ] | [ 4 ] |